# Lanocira rapax
Lanocira rapax là một loài chân đều trong họ Corallanidae. Loài này được Moore miêu tả khoa học năm 1901.